# Prepodesmus tigrinus
Prepodesmus tigrinus är en mångfotingart som beskrevs av Cook 1896. Prepodesmus tigrinus ingår i släktet Prepodesmus och familjen Chelodesmidae. Inga underarter finns listade i Catalogue of Life.